# Sexmo de la Trinidad
El sexmo de la Trinidad es una división administrativa medieval española perteneciente a la Comunidad de Ciudad y Tierra de Segovia. Los sexmos son una división administrativa circunstancial que, en un principio, equivalían a la sexta parte de un territorio determinado, generalmente comprendían una parte del término rural dependiente de una ciudad.

## Comunidad de Ciudad y Tierra de Segovia
La Comunidad de Ciudad y Tierra de Segovia se divide en 10 sexmos, aunque en un principio fueron seis. De los sexmos que pertenecían a la Comunidad de Ciudad y Tierra de Segovia ocho se encuadran dentro de la actual provincia de Segovia y dos en la provincia de Madrid. Estos sexmos son:
- San Lorenzo
- Santa Eulalia
- San Millán
- la Trinidad
- San Martín
- Cabezas
- el Espinar
- Posaderas
- Lozoya
- Casarrubios

Anteriormente también formaron parte los de:
- Tajuña
- Manzanares
- Valdemoro

## Localidades del Sexmo de la Trinidad

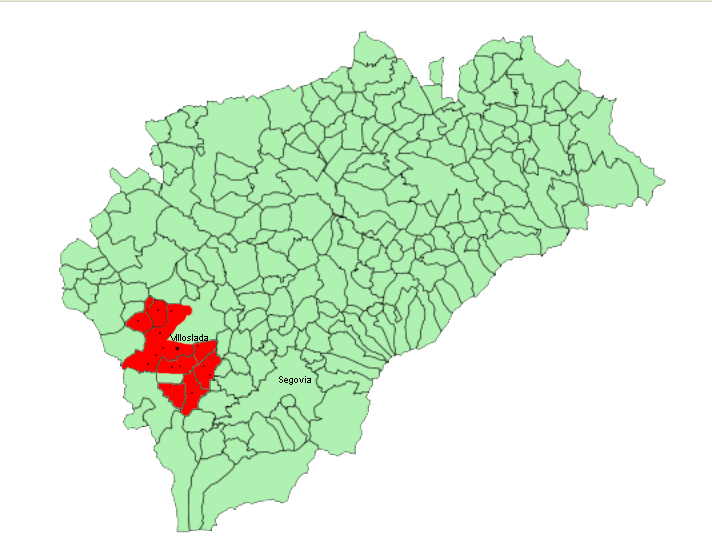
Localización del sexmo de la Trinidad en la actual provincia de Segovia.

El sexmo de la Trinidad, parte de las Comunidades Segovianas, está encabezado por la localidad de Villoslada y además está constituido en 3 cuadrillas por los siguientes pueblos:

### Cuadrilla de Villoslada
- Villoslada
- Juarros de Voltoya
- Santovenia
- Laguna Rodrigo
- Hoyuelos

### Cuadrilla de Paradinas
- Paradinas
- Marazoleja
- Marazuela

### Cuadrilla de Bercial
- Bercial
- Marugán
- Sangarcía
- Etreros
- Jemenuño

### Otros
- Melque de Cercos
- Ochando